# 가와이 마모루
가와이 마모루(일본어: 河井 護, 1966년 5월 28일 ~ )는 일본의 배우로, 지바현 출신이다.